# Pseudagrion umsingaziense
Pseudagrion umsingaziense är en trollsländeart som beskrevs av Boris Ivan Balinsky 1963. Pseudagrion umsingaziense ingår i släktet Pseudagrion och familjen dammflicksländor. Inga underarter finns listade i Catalogue of Life.